# St. Nikolaus (Bacharach)

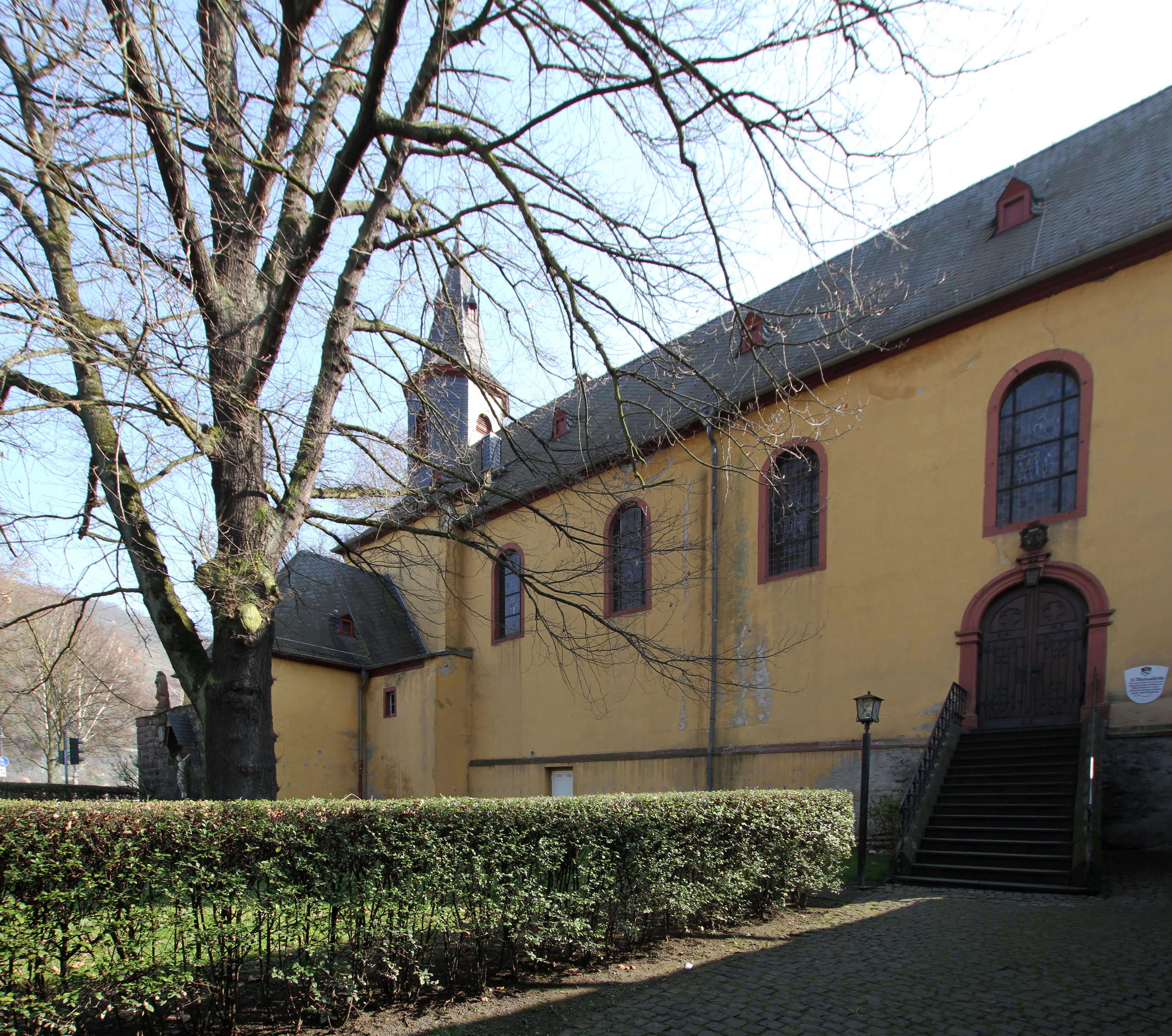
Pfarrkirche St. Nikolaus

Die Pfarrkirche St. Nikolaus ist eine römisch-katholische Kirche in der Stadt Bacharach im Landkreis Mainz-Bingen in Rheinland-Pfalz.

## Lage
Die Pfarrkirche St. Nikolaus befindet sich an der Südostecke des Bacharacher Stadtmauerrings auf dem Gelände der ehemaligen Zollbastion in der Nähe des Rheinufers.

## Geschichte
Kurfürst Philipp Wilhelm von Pfalz-Neuburg beauftragte 1685 die in Bacharach ansässigen Kapuzinermönche mit der seelsorgerischen Betreuung der dort lebenden Katholiken, nach dem ihnen per Dekret Religionsfreiheit zugesichert worden war.
Zunächst fanden die Gottesdienste in der schon zerstörten Wernerkapelle statt. Danach wurde den Kapuzinern ein Grundstück am Rheinufer im Südosten außerhalb der Stadtmauer zum Bau einer Kirche und eines Klosters zur Verfügung gestellt. Auf dem Gelände der kurfürstlichen Zollbastion entstand somit zwischen 1688 und 1705 die Kirche St. Nikolaus mit dem zugehörigen Kloster, die im November 1710 durch den Weihbischof von Trier, Matthias von Eyss, geweiht wurde.
Im Zuge der Säkularisation wurde das Kloster 1802 wieder aufgehoben. Seitdem ist St. Nikolaus nur mehr Pfarrkirche.
Nach einer grundlegenden Renovierung der ehemaligen Klostergebäude im Jahre 1977 wurden diese in mehreren Bauabschnitten zu einer Pfarrwohnung und einem Pfarrheim für die katholische Kirchengemeinde St. Nikolaus umgebaut.

## Architektur

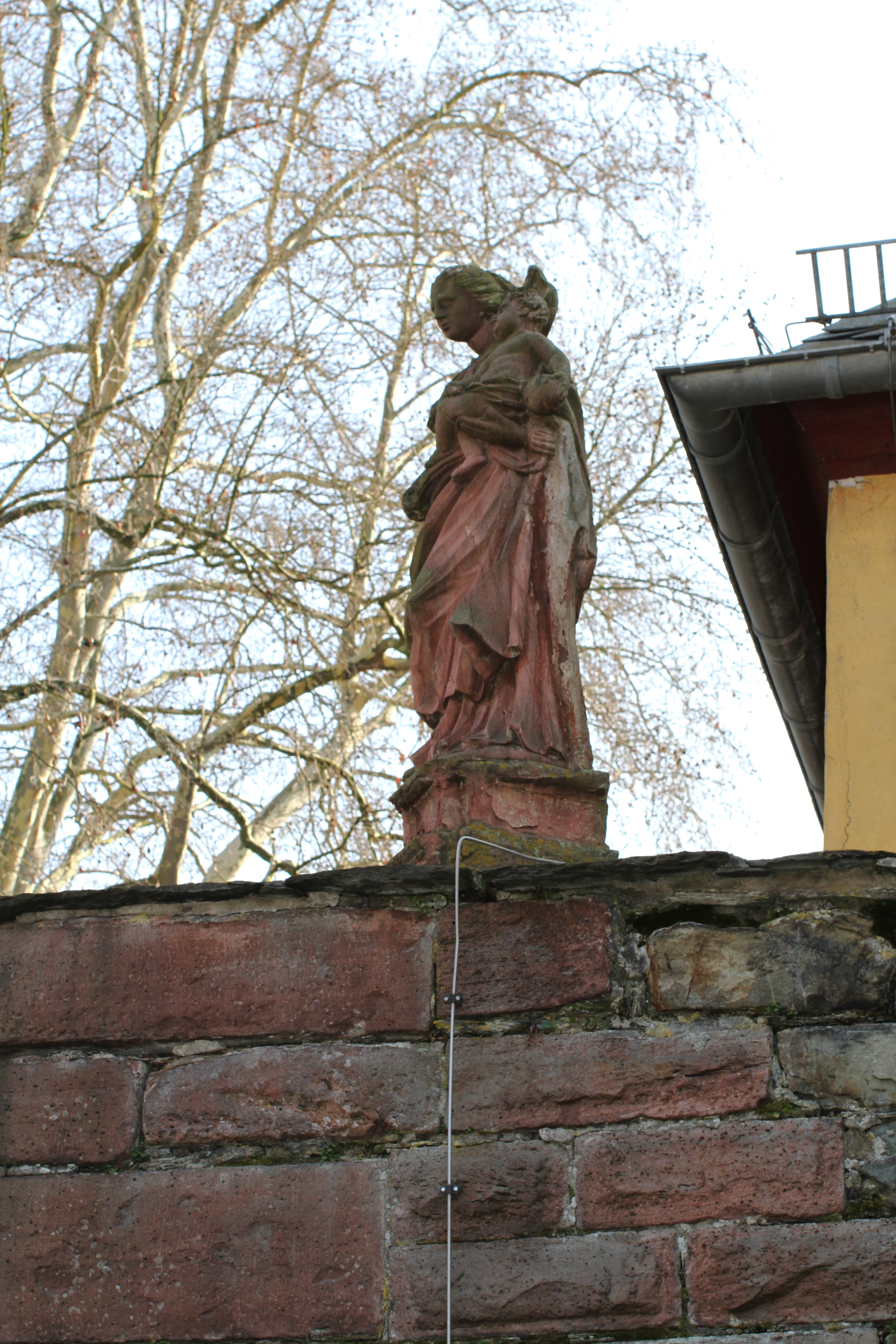
Marienskulptur

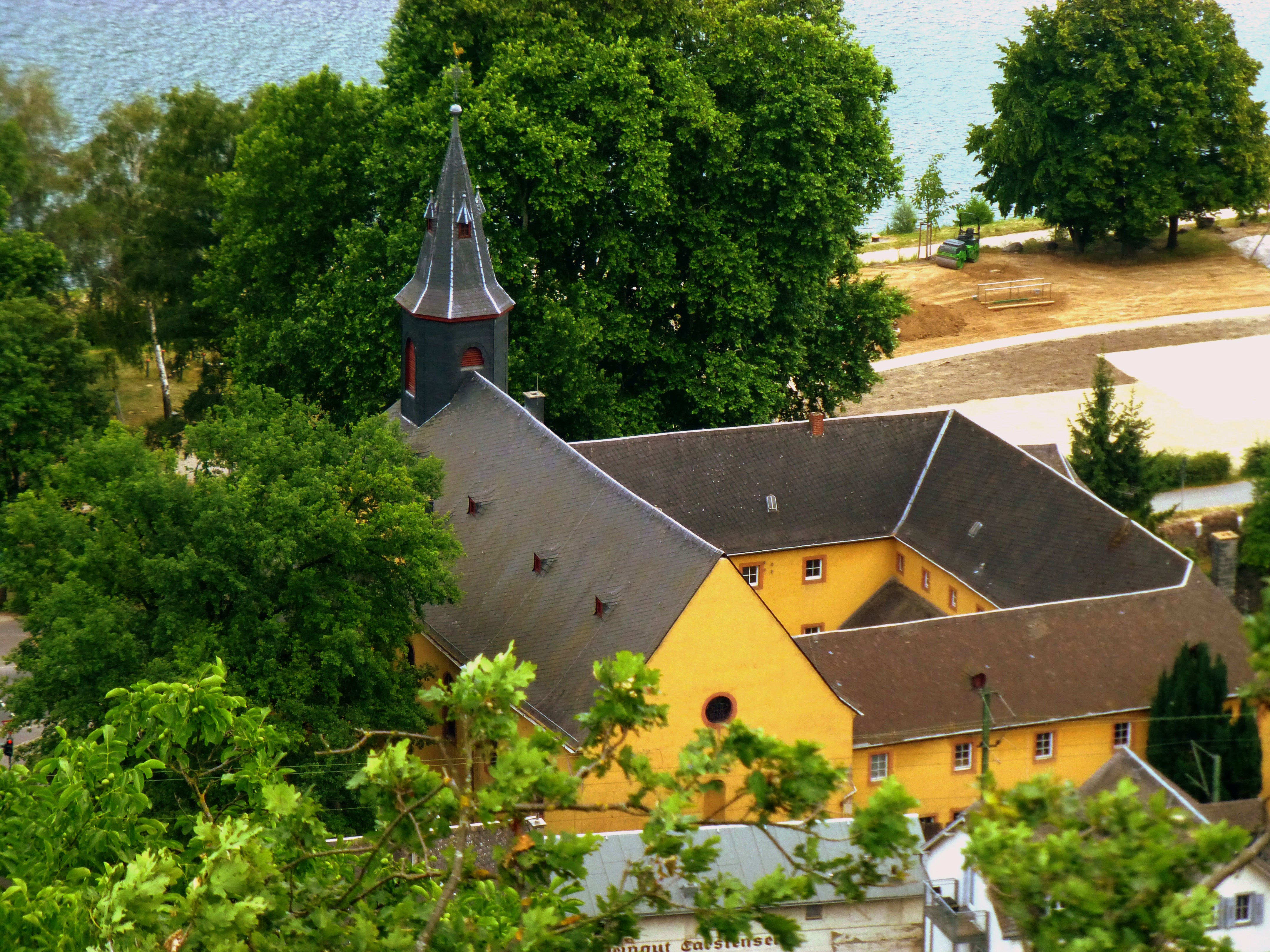
Kirche und heutiges Pfarrhaus mit Innenhof

Die Kirche St. Nikolaus ist ein schlichter vierachsiger Saalbau mit hölzernem Tonnengewölbe und rechteckigem Altarraum, an den sich außen der mit einem verschieferten Dachreiter betonte Mönchschor anschließt. An der Nordostecke ist eine steinerne Muttergottes (um 1709) angebracht. In einer Nische der östlichen Außenwand steht eine Statue des heiligen Nikolaus.
An der Südseite der Kirche liegt das heutige Pfarrhaus, ein dreiflügeliges schlichtes Gebäude des ehemaligen Kapuzinerklosters aus dem ausgehenden 17. Jahrhundert. In dessen Innenhof befindet sich der ehemalige Kreuzgang.

## Ausstattung

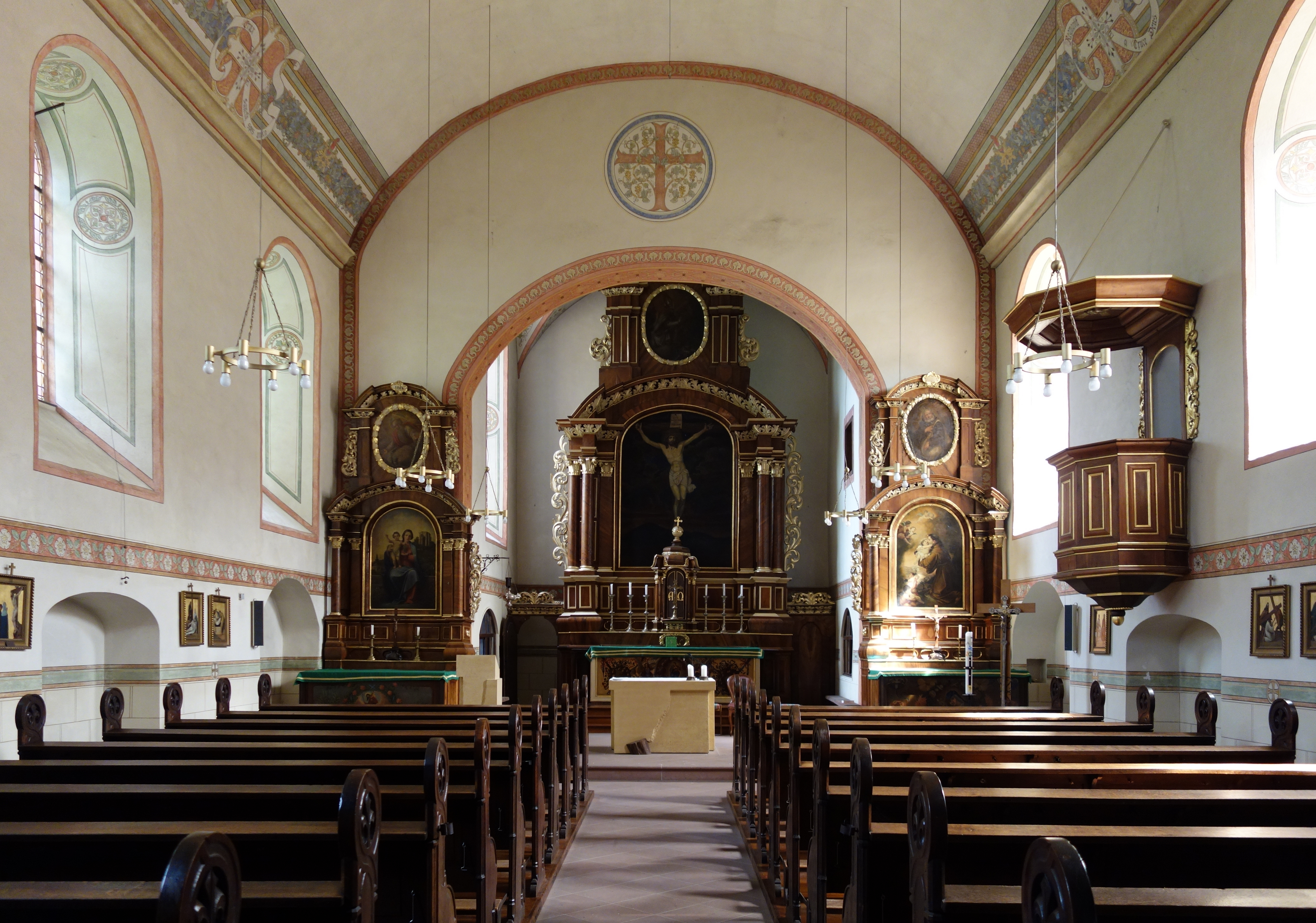
Blick auf den Altarraum

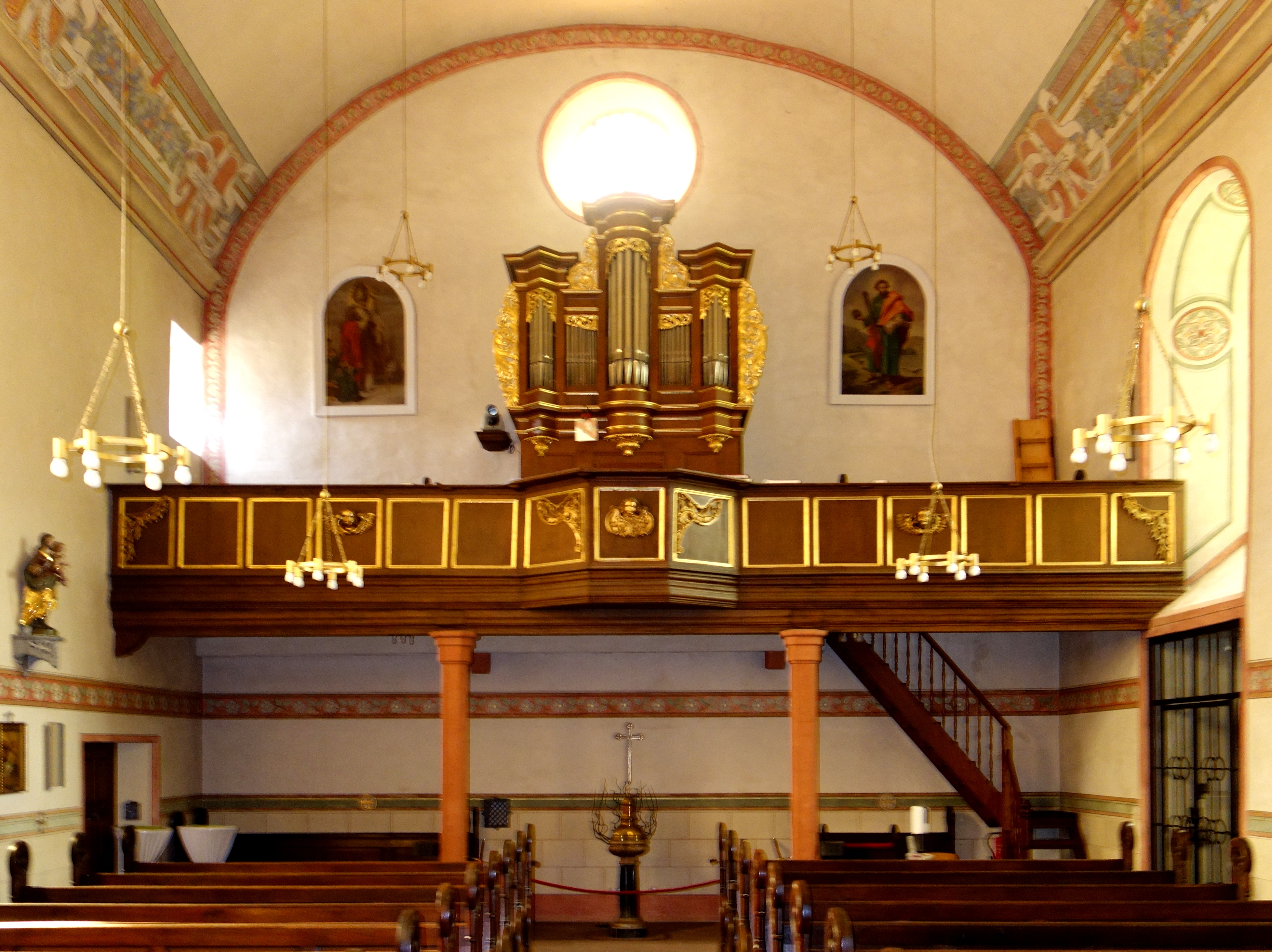
Blick auf die Orgel

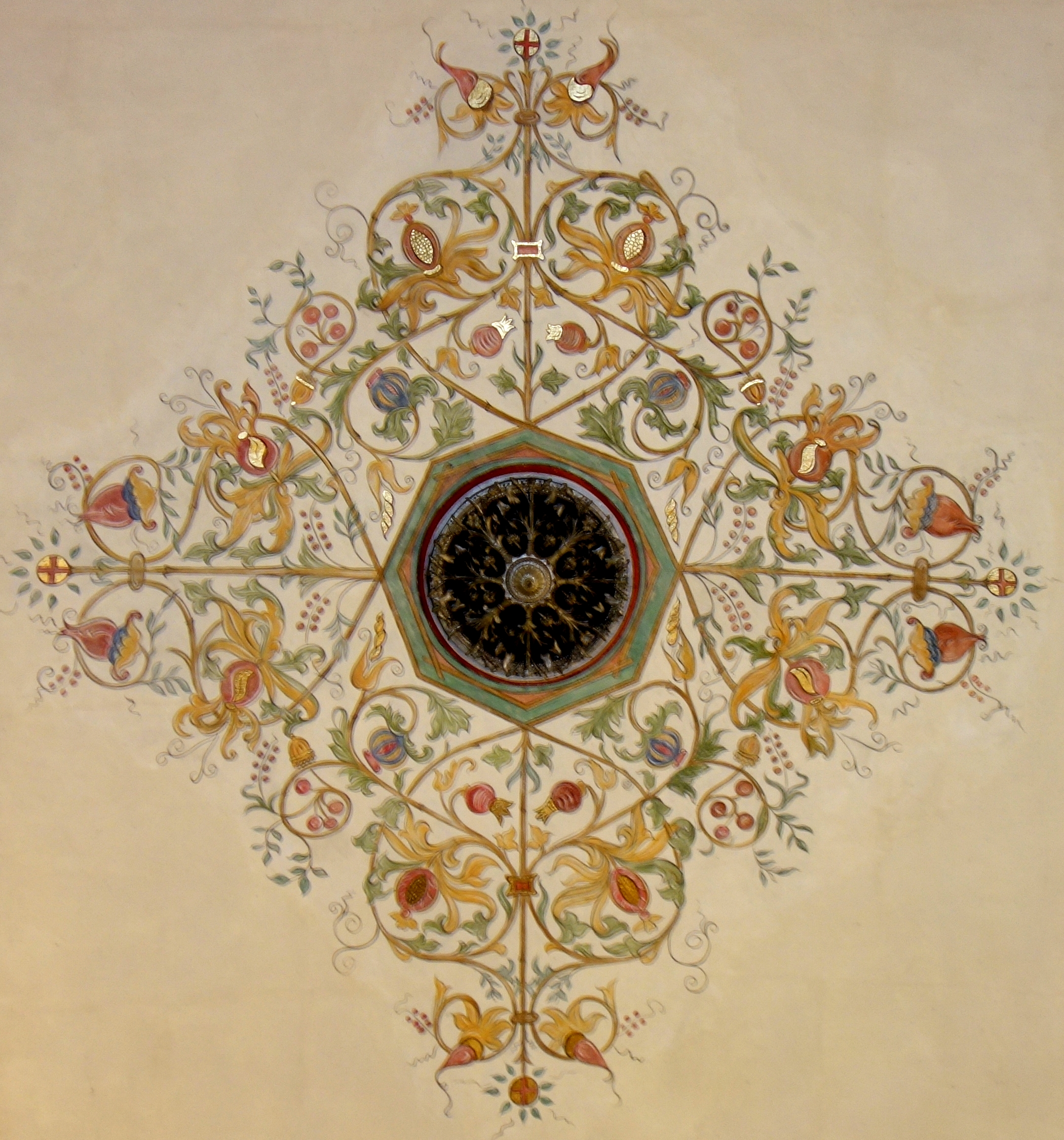
Deckenmalerei

Die barocke Innenausstattung der Kirche stammt aus der Erbauungszeit. Der Innenraum wurde zu Beginn des 20. Jahrhunderts neu ausgemalt.
Unter anderen gehören hierzu
- furnierte Altaraufsätze von 1694,
- ein Marienaltar mit einer rheinischen Madonna,
- ein Seitenaltar zu Ehren des heiligen Antonius von Padua mit einer Darstellung des Kapuzinerheiligen Felix von Cantalice.
- zwei gemalte Antependien von 1692,
- eine Statue des heiligen Johannes Nepomuk aus dem frühen 18. Jahrhundert,
- die Ölgemälde Der verlorene Sohn, Petrus mit Hahn und Die Grablegung Christi,
- ein Kreuzigungsrelief aus dem frühen 16. Jahrhundert in der Südwand,
- eine Kopie der Maria Magdalena von Antonio da Correggio, angefertigt von dem Historienmaler Gerhard von Kügelgen,
- eine Orgel mit zwölf Registern aus dem ersten Viertel des 17. Jahrhunderts, renoviert 1970 von der Orgelbaufirma Oberlinger in Windesheim.[2][3][4]

## Kirchenfenster
Die Pfarrkirche St. Nikolaus besitzt insgesamt elf Bleiglasfenster mit Schwarzlotmalereien auf Antikglas. Davon befinden sich acht im Schiff und die übrigen drei jeweils im Chor, auf der Orgelempore und im ehemaligen Refektorium. Sie wurden 1931 von der Firma Franz Binsfeld und Co. Glasgestaltung Trier gefertigt.
Im Einzelnen sind auf den Fenstern dargestellt
- im Schiff die Heiligen Theodorus, Wilhelm von Aquitanien, Katharina von Alexandrien, Apostel Johannes, Martin, Anna mit Maria und Johannes der Täufer,
- im Chor Elisabeth von Thüringen,
- auf der Orgelempore Augustinus von Hippo und
- im ehemaligen Refektorium Christus der gute Hirte.[5]

## Denkmalschutz
Die Pfarrkirche St. Nikolaus ist in der Liste der Kulturdenkmäler in Bacharach verzeichnet.